# 多彈頭重返大氣層載具

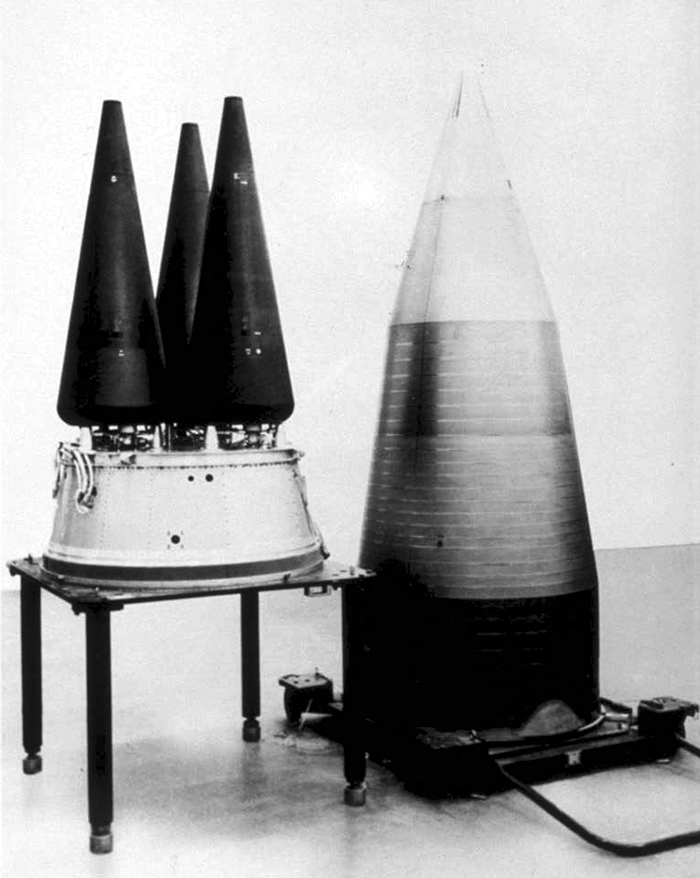
民兵3洲際彈道飛彈的重返載具以及彈頭

多彈頭重返大氣層載具是專門使用在彈道飛彈，尤其是攜帶核子彈頭的洲際彈道飛彈上面。這種載具是將原先只有攜帶一個大型核子彈頭的設計改為容納多個威力較小的彈頭。這些彈頭會攻擊同一個在發射前設定好的目標。
多彈頭重返大氣層載具的優點是對廣大地區的目標，譬如說城市，有較好的整體摧毀效果。多彈頭可以在廣區域目標的多點爆炸，讓每個彈頭的爆炸範圍互相重疊，進而擴大整體的殺傷涵蓋面積。
另外一個優點是針對反彈道飛彈系統的攔截與自身的生存性。由於一顆飛彈攜帶的彈頭數目增加，如果要攔截所有的彈頭，進行防禦的國家必須隨彈頭的數量增加而提升反彈道飛彈的數量，這是一個成本高昂，風險很大，並且也無法保證反彈道飛彈的數量足夠，沒有一枚核子彈頭會穿過防禦網。比較有效的辦法是在剛發射時，便立刻攔截將所有彈頭一次摧毀。
多目標重返大氣層載具也讓各國之間很難精確估計對方實際擁有以及安裝在飛彈上的彈頭數量，無形中也增加防禦系統建立的困難。